# 汉本位
漢本位主義，簡稱漢本位，是中國一種民族主義思想。
民族主义目的是建立民族本位及建立国家。建立民族本位是將种族上和文化上相同或相类的群体结合成一个较大的社群，当中涉及客观特性，例如地理、历史等因素；主观特性，例如意识形态、身份认同等。由于中华人民共和国国境中以汉族为主要民族，在历史上的汉族统治王朝中，比如汉朝、唐朝、宋朝、明朝时，当外族入侵，汉本位思想便激发出来，用于强调对民族效忠。

## 相關
- 漢民族主義